# 曹鏷
曹鏷（1461年—？），字良金，直隸蘇州府吳江縣人，民籍，明朝政治人物。

## 生平
弘治二年（1489年）己酉科應天府鄉試第一百二十二名舉人。弘治六年（1493年）中式癸丑科會試第四十五名，二甲第四十一名進士。六月改翰林院庶吉士，八年十月授刑部主事，升员外郎，十三年十二月因义勇中卫舍馀张通藏匿乐妓及女尼于其家，用于结交刑部诸司官员，被东厂发现，曹镤因参与酒宴被调外任，贬東昌府通判。

## 家族
曾祖曹瑾；祖父曹瓛；父曹珵，母李氏。具庆下。弟镕、钺。